# L'Affaire Jessica Fuller
Pour plus de détails, voir Fiche technique et Distribution.
L'Affaire Jessica Fuller (The Face of an Angel) est un film policier britannico-italo-espagnol réalisé par Michael Winterbottom, sorti en 2014.
Il s'agit de l'adaptation de Angel Face: Sex, Murder and the Inside Story of Amanda Knox de Barbie Latza Nadeau.

## Synopsis
En Toscane, un journaliste et un réalisateur de film documentaires enquêtent sur le viol et le meurtre d'une étudiante britannique.

## Fiche technique
- Titre original : The Face of an Angel
- Titre français : L'Affaire Jessica Fuller
- Réalisation : Michael Winterbottom
- Scénario : Paul Viragh d'après Angel Face: Sex, Murder and the Inside Story of Amanda Knox de Barbie Latza Nadeau
- Décors : Carly Reddin
- Direction artistique : Giulia Parigi
- Costumes : Daniela Ciancio
- Montage : Marc Richardson
- Musique : Harry Escott
- Photographie : Hubert Taczanowski
- Son : Joakim Sundström
- Production : Melissa Parmenter
- Sociétés de production : BBC Films, Cattleya et Revolution Films
- Sociétés de distribution :
- Pays d'origine :  Royaume-Uni/ Italie/ Espagne
- Langue originale : Anglais/italien
- Format : couleur - 2,35:1 - son Dolby numérique
- Genre : Film policier
- Durée : 100 minutes
- Dates de sortie : 
  - Canada : 6 septembre 2014 (festival international du film de Toronto 2014)

## Distribution
|                                                                                            |  |  |
| L'anglaise Kate Beckinsale et l'allemand Daniel Brühl partagent l'affiche du long-métrage. |  |  |

- Kate Beckinsale (VF : Laura Blanc) : Simone Ford
- Daniel Brühl (VF : Michaël Maïnö) : Thomas
- Valerio Mastandrea (VF : Julien Dutel) : Edoardo
- Cara Delevingne (VF : Justine Hostekint) : Melanie
- Ava Acres : Bea
- Alistair Petrie : Steve
- Genevieve Gaunt : Jessica Fuller
- Peter Sullivan : James Pryce
- Rosie Fellner (VF : Sophie Tavert) : Katherine
- Sai Bennett (VF : Emmanuelle Lambrey) : Elizabeth Pryce
- Nathan Stewart-Jarrett (VF : Fabien Albanese) : Adam
- Corrado Invernizzi : Francesco
- Edoardo Gabbriellini : Roberto
- Andrea Tidona : Ministère public

 Source et légende : version française (VF) sur RS Doublage et selon le carton du doublage français sur le DVD zone 2.

## Distinctions

### Nominations et sélections
- Festival international du film de Toronto 2014 : sélection « Masters »

## Autour du film